# تاريخ منغوليا
حكمت العديد من الإمبراطوريات الرحالية المنطقة المعروفة حاليًا بـ منغوليا، وقد كانت شيونغنو من بين تلك الإمبراطوريات (من القرن الثالث قبل الحقبة العامة وحتى القرن الأول من الحقبة العامة)، وولاية شيانبي (منذ عام 93 وحتى عام 234 من الحقبة العامة تقريبًا)، وروران خاقان (552–744) وغيرهم. أسس شعب الخيتان، الذي استخدم اللغة المنغولية القديمة، إمبراطورية عُرفت بأسرة لياو (916–1125) وحكمت منغوليا وأجزاءً من الشرق الأقصى الروسي وكوريا الشمالية وشمال الصين.

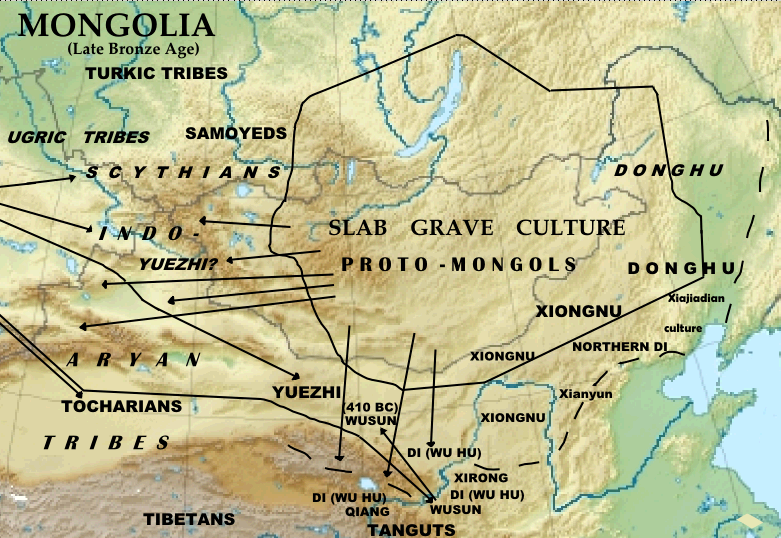

في عام 1206، تمكن جنكيز خان من توحيد المغول، مشكلًا منهم قوة مقاتلة أسست أكبر إمبراطورية متجاورة في التاريخ البشري، وهي إمبراطورية المغول (1206–1368). بعد انقسام إمبراطورية المغول، حكمت منغوليا سلالة يوان (1271–1368) التي أقامت في خانبليق (بيكين حاليًا). بدأت البوذية في منغوليا مع التحول إلى البوذية التبتية بقيادة أباطرة يوان.
بعد سقوط سلالة يوان التي حكمت منغوليا من الصين في عام 1368، تراجع حكم يوان إلى هضبة منغوليا، معلنًا بداية سلالة يوان الشمالية (1368–1635). عاد المغول إلى وتيرتهم القديمة من الاضطرابات الداخلية وعادت الديانة الشامانية بعد سقوط سلالة يوان. لم تعاود البوذية الظهور مرة أخرى في منغوليا سوى في القرنين السادس عشر والسابع عشر.
في نهاية القرن السابع عشر، أصبحت منغوليا الحالية جزءًا من المنطقة التي حكمتها سلالة تشينغ بقيادة المانشو. خلال ثورة شينهاي، أعلنت منغوليا استقلالها عن الصين ولكنها اضطرت إلى الكفاح حتى عام 1921 لتنال استقلالها الفعلي من الصين، وحصلت على الاعتراف الدولي في عام 1945. نتيجة لذلك، أصبحت منغوليا تحت التأثير السوفيتي القوي: في عام 1924 أُعلنت الجمهورية الشعبية المنغولية، وبدأت السياسة المنغولية في اتباع نفس أنماط السياسة السوفيتية في وقتها. بعد ثورات 1989، أدت الثورة المنغولية في عام 1990 إلى نظام متعدد الأحزاب، ودستور جديد في عام 1992، والتحول إلى اقتصاد السوق.

## عصر ما قبل التاريخ
أصبح مناخ آسيا الوسطى جافًا بعد تصادم تكتوني كبير حدث بين الصفيحة الهندية والصفيحة الأوراسية. نتج عن هذا التصادم تكون سلسلة الجبال العملاقة المعروفة بالهيمالايا. تعمل جبال الهيمالايا وخنجان العظمى وخنجان الصغرى كحائط كبير يمنع المناخ الدافئ الرطب من الوصول إلى آسيا الوسطى. تكونت العديد من الجبال في منغوليا خلال فترات أواخر العصر النيوجيني وبداية العصر الرباعي. كان المناخ في منغوليا أكثر رطوبة منذ مئات الآلاف من السنين. تُعرف منغوليا بكونها مصدرًا للاكتشافات التي لا تُقدر بثمن في علم الأحياء القديمة. وُجد أول بيض مُثبت علميًا للديناصورات في منغوليا خلال البعثة الاستكشافية للمتحف الأمريكي للتاريخ الطبيعي في عام 1923، والتي قادها روي تشابمان أندروز.
بين منتصف ونهاية عصر الإيوسين، كانت منغوليا موطنًا للعديد من الثدييات الباليوجينية، وكان الساركاستودون والأندروساركوس أكثرهم انتشارًا.
ربما قطن الإنسان المنتصب منغوليا منذ فترة قد تصل إلى 800,000 عامًا، ولكن حفريات الإنسان المنتصب لم يُعثر عليها في منغوليا. عُثر على أدوات حجرية في منطقة غوبي الجنوبية، والتي قد يرجع تاريخها إلى فترة تصل إلى 800,000 عامًا.
من بين مواقع عصور ما قبل التاريخ الهامة، رسومات كهوف العصر الحجري القديم في كهف بلو الشمالي (Khoid Tsenkheriin Agui) في محافظة هوفد، وكذلك الكهف الأبيض (Tsagaan Agui) في محافظة بايانخونغور. وُجدت مستعمرة زراعية من العصر الحجري الحديث في محافظة دورنود. تشمل المكتشفات المعاصرة من غرب منغوليا العديد من المعسكرات المعاصرة للصيادين وصيادي الأسماك.
وُصف السكان خلال العصر النحاسي في شرق منغوليا الحالية بالعرق المغولي القديم، وفي الغرب كانوا قوقازيين.
انتشرت ثقافة القبور اللوحية المرتبطة بالمغول القدماء في نهاية العصر البرونزي وبداية العصر الحديدي عبر شمال ووسط وشرق منغوليا ومنغوليا الداخلية وشمال غرب الصين (سنجان وجبال كيليان.. إلخ) ومنشوريا وخنجان الصغرى وبورياتيا وإركوتسك أوبلاست وكراي عبر البايكال. تعتبر تلك الثقافة بمثابة اللقية الأثرية الرئيسية للعصر البرونزي في منغوليا.
ربما تعود أحجار الغزلان (تُعرف أيضًا بأحجار الرنة) والكورغان الصغير (omnipresent kheregsüürs) إلى تلك الفترة؛ تُرجِع نظريات أخرى تاريخ أحجار الغزلان إلى القرن السابع أو الثامن قبل الميلاد. تعتبر أحجار الغزلان بمثابة جندل قديم منقوش عليه رموز يمكن إيجادها عبر آسيا الوسطى وشرق أوراسيا ولكنها تتركز بشكل كبير في سيبيريا ومنغوليا. ترتبط غالبية أحجار الغزلان بالقبور القديمة؛ يُعتقد أن الأحجار تحرس الموتى. هناك قرابة 700 من أحجار الغزلان في منغوليا من بين إجمالي 900 من أحجار الغزلان وُجدت في آسيا الوسطى وجنوب سيبيريا. لم يُعرف الغرض الحقيقي من تلك الأحجار أو حتى صانعوها. يدعي بعض الباحثون أن لأحجار الغزلان جذورًا في الشامانية، كما يُعتقد أنها أُنشأت خلال العصر البرونزي قرابة عام 1000 قبل الميلاد، وربما تميز القبور الخاصة بالأشخاص ذوي الأهمية. ربما أعاد السكان اللاحقون للمنطقة استخدامها لتمييز جثواتهم، وربما لأغراض أخرى. في منغوليا، ومنطقة بحيرة بايكال، وجبال سايان وجبال ألتاي، هناك 550 و 20 و 20 و 60 من أحجار الغزلان المعروفين على الترتيب. بالإضافة إلى ذلك، هناك 20 من أحجار الغزلان في كازاخستان والشرق الأوسط (ساماشييف 1992)، كما يوجد 10 آخرين إلى الغرب، وبالتحديد في أوكرانيا وأجزاء من روسيا، تشمل مقاطعات أورينبورغ والقوقاز، وبالقرب من نهر إلبه (التاريخ المغولي 2003). طبقًا لإتش. إل. هلينوفا، يعود أصل الصورة الفنية للغزالة إلى قبيلة ساك وفروعها (تشلينوفا 1962). يعتقد فولكوف أن بعض من الأساليب المستخدمة في فن صناعة أحجار الغزلان ترتبط بدرجة كبيرة بالسكوثيين (فولكوف 1967)، بينما يعتبر عالم الآثار المنغولي، دي. تسيفيندورج، أن فن أحجار الغزلان قد نشأ في منغوليا خلال العصر البرونزي وانتشر بعد ذلك في توفا ومنطقة بايكال (تسيفيندورج 1979).
اكتُشف مجمع كبير للدفن يعود للعصر الحديدي في الفترة بين القرنين الخامس والثالث، واستخدمه الشيونغو لاحقًا، بالقرب من أولانغوم.
قبل بداية القرن العشرين، افترض بعض الباحثين أن السكوثيين انحدروا من الشعب المغولي. قطن المجتمع السكوثي غرب منغوليا في القرنين الخامس والسادس. في عام 2006، وُجدت مومياء لمحارب من السكوثيين، يُعتقد أن تاريخها يعود إلى ما يقارب 2500 عامًا وتخص رجلًا ذا شعر أشقر يتراوح عمره بين الثلاثين والأربعين، وذلك في جبال ألتاي بمنغوليا.
في الأوقات التاريخية تركز الرحل الأوراسيون في الأراضي المنحدرة بآسيا الوسطى. بالإضافة إلى ذلك، اعتُقد أن الشعوب التركية قد سكنت الأجزاء الغربية، وسكن المغول في الوسط، وسكنت الشعوب التونغوسية في الأجزاء الشرقية من المنطقة.
بحلول القرن الثامن قبل الحقبة العامة، كان سكان الجزء الغربي من منغوليا بشكل واضح من المهاجرين الهندو أوروبيين الرحل وأيضًا السكوثيين أو اليويزي. في الأجزاء الوسطى والشرقية من منغوليا كان هناك العديد من القبائل الأخرى التي كانت من المغول بشكل أساسي في صفاتهم الإثنولوجية.
مع ظهور الأسلحة الحديدية في القرن الثالث قبل الحقبة العامة، بدأ سكان منغوليا في تكوين تحالفات عشائرية وعاشوا بنمط حياة الصيادين والرعاة. ترجع أصول الكثير من السكان الحاليين إلى صيادي الغابات وقبائل الرحل في آسيا الداخلية. سكنوا مساحة كبيرة من الأرض امتدت من شبه الجزيرة الكورية في الشرق، مرورًا بالشريط الشمالي من الصين وحتى كازاخستان الحالية وجبال بامير وبحيرة بالكاش في الغرب. خلال الفترة الأكبر من التاريخ المسجل، كانت هناك منطقة ذات اضطراب مستمر حيث خرجت منها العديد من الهجرات والغزوات باتجاه الجنوب الشرقي (الصين)، وباتجاه الجنوب الغربي (بلاد ما وراء النهر - أوزبكستان وإيران والهند حاليًا) وباتجاه الغرب (عبر سكيثيا باتجاه أوروبا).

## الحقبة القديمة
سكنت منطقة منغوليا الحديثة مجموعات من البدو منذ العصور القديمة. كان لدى السكان القدامى نمط حياة الرحالة والصيادين وعاشوا حياة مغلقة إلى حد ما. في حين أن معظم آسيا الوسطى كانت تمتلك نمط حياة بدوي متشابه إلى حد ما حيث كان التنقل داخل وحول الحدود الوطنية والاختلاط مع المستوطنات المختلفة أمرًا شائعًا، كان الوضع في سهوب منغوليا فريدًا لأن الهجرة كانت محدودة بسبب الحواجز الطبيعية كجبال التاي في الغرب، وصحراء جوبي في الجنوب والأراضي القاحلة المتجمدة في سيبيريا إلى الشمال، وجميعها غير مناسبة للعيش البدوي. حدت هذه الأسباب بشكل كبير من الهجرات، على الرغم من أنها أبعدت الغزاة أيضًا. تحالفت العشائر في منغوليا مع العشائر المنغولية الأخرى فقط، والتي تشاركت معها نفس اللغة، والدين ونمط الحياة. كان لذلك فيما بعد فائدة كبيرة في توحيد الشعب في منغوليا ضد تهديد الإمبراطوريات الصينية المتوسعة. حدثت نزاعات متكررة مع السلالات الصينية مثل سلالة شانغ، ومع سلالة زو بشكل خاص، التي بدأت بغزو واستعباد الشعب المنغولي على نطاق واسع. خلال فترة الممالك المتحاربة (475-221 قبل الميلاد) في الصين، بدأت الولايات تشاو ويان وتشين الشمالية بالتوغل في أجزاء من جنوبية منغوليا واحتلالها. بحلول الوقت الذي كانت قد وحدت فيه سلالة تشين كل الممالك الصينية في إمبراطورية واحدة في القرن الثالث قبل الميلاد، تشكل اتحاد شيونغنو في السهول المنغولية، مما حول جميع العشائر المستقلة إلى دولة واحدة حافظت على سلامتها واستقلالها من توسع تشين.

### ولاية شيونغنو (209 ق.م-93م)
يمثل تأسيس إمبراطورية شيونغنو في منغوليا في القرن الثالث قبل الميلاد بداية قيام الدولة على أراضي منغوليا.
كانت هوية السكان العرقية موضوعًا لفرضيات متنوعة، وأصر بعض الباحثين بمن فيهم بول بيليوت وبيامبين رينشين، على أن أصلهم منغولي.
كان أول ظهور بارز للبدو في وقت متأخر من القرن الثالث قبل الميلاد، عندما صد الصينيون هجومًا على شوينغنو (Hsiung-nu بنظام ترميز ويد-جايلز) عبر النهر الأصفر من صحراء جوبي. طارد جيش صيني، كان قد اعتمد التكنولوجيا العسكرية لشوينغنو- يرتدون بنطلونات ويستخدمون رماة سهام – شعب شوينغنو عبر صحراء جوبي في حملة عقابية قاسية. تم ربط جدران التحصين التي بنتها مختلف الدول الصينية المتحاربة لتشكل سور الصين العظيم الذي يبلغ طوله 2300 كيلومتر على طول الحدود الشمالية، ليكون حاجزًا أمام المزيد من الغزوات البدوية.
كان تومين هو مؤسس إمبراطورية شيونغنو. خلفه ابنه مودو شانيا من ناحية العنف، الذي هزم قبائل مختلفة ووحدها. امتدت كونفدرالية شيونغنو في ذروة قوتها من بحيرة بايكال في الشمال إلى السور العظيم في الجنوب ومن جبال تيان شان في الغرب إلى سلاسل خينجان الكبرى في الشرق. حول شعب الشيونغنو اهتمامهم بعد القرن الثاني قبل الميلاد إلى الغرب باتجاه منطقة جبال التاي وبحيرة بالكاش، التي يسكنها بدو ناطقون باللغة الهندية الأوروبية، من ضمنهم اليوزيين (Yüeh-chih بنظام ترميز ويد-جايلز)، الذين انتقلوا من الصين الحالية مقاطعة قانسو نتيجة لهزيمتهم في وقت سابق على يد الشيونغنو. بلغت هذه الحرب المتفشية بين هذين الشعبين البدويين ذروتها في الجزء الأخير من القرن الثالث والعقود الأولى من القرن الثاني قبل الميلاد؛ وكان شعب شيونغنو هو المنتصر. هاجر شعب اليوزي عندها إلى الجنوب الغربي حيث بدأوا بالظهور في وادي أوكسوس (وادي آمو داريا حديثًا)، ليغيروا مجرى التاريخ في باكتريا، إيران، وفي النهاية الهند.